# اللجنة الإسرائيلية لمناهضة هدم المنازل
اللجنة الإسرائيلية لمناهضة هدم المنازل هي مجموعة معارضة للمستوطنات الإسرائيلية، والتي تصف نفسها بأنها "منظمة سلام وحقوق إنسان إسرائيلية مكرسة لإنهاء احتلال الأراضي الفلسطينية وتحقيق السلام العادل بين الإسرائيليين والفلسطينيين".
تقول الحركة الدولية لمقاومة هدم المنازل الفلسطينية إنها تستخدم وسائل المقاومة المباشرة وغير العنيفة لإنهاء سياسة إسرائيل في هدم المنازل الفلسطينية في الأراضي المحتلة."
تأسست اللجنة على يد ثمانية ناشطين، من بينهم جيف هالبر، وهو مدافع عن حقوق الإنسان منذ فترة طويلة وأستاذ في علم الأنثروبولوجيا، ويعمل مديراً لـلجنة المناهضة. يصف هالبر الحركة الدولية ضد الاستعمار الإسرائيلي بأنها "منظمة حاسمة و"جذرية" يمكنها تصور دولة ديمقراطية واحدة في فلسطين/إسرائيل".

## أنشطة اللجنة
تعتمد أنشطة اللجنة على العمل المباشر اللاعنفي، وتشمل المعارض والأفلام وورش العمل والجولات في الأراضي المحتلة  ونشر الكتب والمقالات عن الاحتلال الإسرائيلي للضفة الغربية والقدس الشرقية وغزة ، والدعوة الدولية. كما تقوم المنظمة أيضًا بتنظيم إعادة بناء المنازل الفلسطينية المهدمة باستخدام شبكة من المتطوعين الإسرائيليين والفلسطينيين والدوليين. في إبريل/نيسان 2012، قدر العضو المؤسس مائير مارغاليت أن المنظمة أعادت بناء 1000 منزل بما في ذلك 200 منزل في القدس الشرقية. بالإضافة إلى إعادة بناء المنازل الفلسطينية المهدمة، تقوم اللجنة الإسرائيلية ضد هدم المنازل في كثير من الأحيان باتخاذ إجراءات قانونية نيابة عن الفلسطينيين الذين هدمت منازلهم أو هددت بهدمها (انظر مثال العقبة ).
لقد تم اعتقال أعضاء الحركة الدولية ضد هدم المنازل الفلسطينية عدة مرات من قبل الجيش والشرطة الإسرائيلية لمحاولتهم منع هدم المنازل الفلسطينية. وفي الآونة الأخيرة، في 3 أبريل/نيسان 2008، تم اعتقال منسق الحركة الدولية ضد هدم المنازل في الأراضي الفلسطينية المحتلة جيف هالبر للمرة الثامنة أثناء احتجاجه السلمي على هدم منزل عائلة حمدان في حي فلسطيني بالقدسـ وهو المنزل الذي سبق أن هدمته السلطات الإسرائيلية وأعادت الحركة الدولية ضد هدم المنازل بنائه.
في إبريل/نيسان 2012، تم استجواب أحد مؤسسي اللجنة الدولية لمناهضة العنصرية، مائير مارغاليت، من قبل وزارة الداخلية الإسرائيلية. وعلق مارغاليت، الذي اعترف بمشاركته في إعادة بناء أكثر من 200 منزل، في وقت لاحق: "سُئلت عما إذا كنت قد فعلت ذلك عمداً، وأجبت بأنني لا أعترف بحق وزارة الداخلية في استجوابي بشأن أنشطتي في القدس الشرقية، وهي أرض محتلة حيث لا يسري القانون الإسرائيلي". شعر مارغليت، عضو مجلس مدينة القدس، بأنه مُستهدف لأسباب سياسية، قائلاً: "نحن في عصر مكارثي، وسيطال الجميع عاجلاً أم آجلاً". ورداً على ذلك، قال المتحدث باسم وزارة الداخلية: "استُدعي السيد مائير مارغليت للاستجواب للاشتباه في قيامه بالبناء دون ترخيص، وهو عمل إجرامي".
ترسل اللجنة تنبيهات للتحرك ويخرج الناشطون من مجموعات مختلفة ويشاركون في العصيان المدني من خلال إيقاف الجرافات. في يناير 2005، دعت المجموعة إلى حملة مقاطعة وسحب الاستثمارات وفرض العقوبات "حتى انتهاء الاحتلال". دعمت اللجنة "السفينة اليهودية إلى غزة" في عام 2010.

## الفروع الدولية
أنشأت اللجنة فروعًا لها في العديد من البلدان. يقع المقر الرئيسي لـها في تشابل هيل، بولاية نورث كارولينا، وتم دمجها كمنظمة غير ربحية 501 (c) (3). يقع فرع المملكة المتحدة، ICAHD-UK، في لندن، ويقع فرع النرويج في ترومسو. يوجد فصل ألماني في بريمن.

## التمويل
في نوفمبر 2012، أعلن هالبر أن اللجنة في حالة "انهيار مالي"، والذي تضمن "الطرد من مكتبنا، بسبب الاعتماد المفرط على عدد قليل من المانحين الرئيسيين"، وأنهم سيعودون لطلب الدعم "الشعبي". وفقًا لموقع اللجنة الإلكتروني، تعتمد أنشطتها على مساعدة الأفراد والمنظمات في إسرائيل والخارج. كما تتلقى اللجنة دعمًا ماليًا من الاتحاد الأوروبي. في عام 2005، قدّم الاتحاد الأوروبي دعماً مالياً مبلغ 472,786 يورو لمشروع بعنوان "إعادة صياغة: تقديم نموذج متماسك للسلام للجمهور الإسرائيلي" في إطار برنامج الشراكة من أجل السلام.
تبرع المغني الشعبي الأمريكي بيت سيجر بجزء من العائدات من أغنيته " Turn, Turn, Turn" (لكل شيء موسم) (استنادًا إلى كلمات الملك سليمان من سفر الجامعة ) إلى اللجنة.

## استقبال

### الدعم
في عام 2006، رشحت لجنة خدمة الأصدقاء الأمريكية، وهي مجموعة مناصرة غير ربحية فازت بجائزة نوبل للسلام عام 1947، جيف هالبر لجائزة نوبل للسلام بسبب عمله المرتبط بـ ICAHD، مستشهدة بعمل ICAHD "لتحرير كل من الشعبين الفلسطيني والإسرائيلي من نير العنف البنيوي " و"بناء المساواة بين شعبيهما من خلال الاعتراف بإنسانيتهما المشتركة والاحتفال بها".
في عام 2007، حصلت اللجنة على جائزة غصن الزيتون من منظمة الصوت اليهودي من أجل السلام.
في مقال لها في صحيفة الإندبندنت، وصفت ياسمين عليبهاي براون اللجنة الدولية ضد هدم المنازل الفلسطينية بأنها "مجموعة من النشطاء الشجعان المسالمين الذين يحاولون إيقاف الجرافات التي تهدم المنازل الفلسطينية يومياً والذين يشنون حملات عنيدة ضد الاحتلال والاستيلاء على الأراضي من قبل أمتهم وشعبهم".

### نقد
في عام 2007، صرّح مالكولم هونلاين ، نائب الرئيس التنفيذي لمؤتمر رؤساء المنظمات اليهودية الأمريكية الكبرى آنذاك، بأن اللجنة الدولية ضد هدم المنازل "تحاول الحديث عن عمليات الهدم دون تقديم السبب أو الحقيقة وراءها. إنهم يعبّرون عنها بعبارات أكثر اعتدالاً، كن هدفهم المعادي لإسرائيل واضح".
في عام 2007، كتب سيث فريدمان في صحيفة الغارديان أنه بعد يوم من الجولة مع اللجنة، في حين أن الزوار "لم يتلقوا أي معلومات غير دقيقة من اللجنة بقدر ما أستطيع أن أقول، فإن التغاضي التام عن الجانب الآخر من القصة من شأنه أن يدق ناقوس الخطر". ورأى فريدمان أن هالبر و اللجنة كان ينبغي أن يكونا على استعداد لإدانة المخالفات "من كلا الجانبين". غيّر فريدمان رأيه بشأن اللجنة الدولية لمكافحة الفساد في عام 2008، وكتب في صحيفة الغارديان أن "أمثال هالبر واللجنة الدولية لمكافحة الفساد في عام 2008 وكل من هم على استعداد لكشف الحقيقة يستحقون كل الثناء على عملهم القيّم". ويأسف المقال على إدانة فريدمان نفسه للجنة الدولية لمكافحة الفساد في عام 2008 وعملها. 
تشير منظمة مراقبة المنظمات غير الحكومية، وهي منظمة يمينية مؤيدة لإسرائيل، إلى عدد من المواقف التي اتخذتها اللجنة الدولية لمكافحة هدم المنازل والتي تعتبرها غير مقبولة. وقد أدرج رئيسها جيرالد شتاينبرغ منظمة ICAHD في قائمة تضم 11 "منظمة غير حكومية محلية رئيسية تدعم المواقف المتطرفة المؤيدة للفلسطينيين (والمناهضة لإسرائيل)".
في رسالةٍ إلى رئيس المفوضية الأوروبية ، خوسيه مانويل باروسو، في يوليو/تموز 2012، كتب شتاينبرغ أن الحركة الدولية ضد إسرائيل هي "منظمة سياسية غير حكومية هامشية تُؤجج الصراع باتهامها المتكرر لإسرائيل بـ"الفصل العنصري" و"التطهير العرقي". كما ينشط مسؤولو الحركة في الترويج لحملات المقاطعة وسحب الاستثمارات وفرض العقوبات، وخاصةً في الكنائس في أوروبا وأمريكا الشمالية".  وقال شتاينبرغ: "في الواقع، لا تُقدم الحركة الدولية ضد إسرائيل (ICAHD) أي شيء لتعزيز التعايش، بل تُروج بدلاً من ذلك لآراء متطرفة تُؤجج الصراع".